# Терей
Тере́й (др.-греч. Τηρεύς) — сын Ареса и бистонской нимфы, по наиболее известной версии — царь фракийского племени одрисов, супруг дочери афинского царя Пандиона Прокны, отец Итиса. Согласно другой версии, правил в Давлиде, севернее Херонеи, тогда населенной фракийцами, куда пришел с фракийцами.
Пришел на помощь Афинам и разбил варваров. За это Пандион выдал за него замуж свою дочь.
Через 4 года брака, желая овладеть сестрой Прокны Филомелой, Терей отправился в Афины и, сообщив ложную весть о смерти Прокны, увёз с собой Филомелу, которой овладел на пути к дому. Чтобы она не могла рассказать о совершенном злодеянии, он отрезал ей язык, а её заключил в Парнасском гроте, но Филомела поведала сестре о своих несчастиях посредством одежды, на которой искусно выткала рассказ о своей судьбе.
Воспользовавшись праздником Диониса, Прокна пошла на поиски сестры и, найдя её, сговорилась с нею о мести: они убили Итиса и подали приготовленные из него блюда Терею. Когда последний узнал об этом и хотел убить сестер, боги обратили его в удода (пустошку), Прокну — в соловья, а Филомелу — в ласточку (по другому преданию — наоборот, Прокну в ласточку, Филомелу в соловья).
По другому сказанию, во Фракии поручил Филомелу царю Линкею, жена которого Латуса была подругой Прокны и привела к ней Филомелу. Знаменья предвестили Терею, что его сыну Итису грозит смерть от родича, тогда Терей убил своего брата Дрианта. Превратился в ястреба.
Согласно Павсанию, он царствовал в местности Мегарские Паги, покончил с собой в Мегарах и там похоронен. Могилу Терея показывали в Мегаре, где ежегодно ему приносили заупокойную жертву с употреблением вместо крупных жертвенных зерен мелких камешков.
Действующее лицо трагедии Софокла «Терей», трагедии Филокла «Терей», комедии Аристофана «Птицы» (как удод — царь птиц) и ещё двух комедий, трагедий Ливия Андроника и Акция «Терей», а также главный герой пьесы «Прокна и Филомела», написанная в 2025 г. поэтом, писателем и драматургом, актёром театра и кино Николаем Шарифулиным.
Его потомком считали царя одрисов Тереса.